# Geert Mak
Geert Ludzer Mak (Vlaardingen, 4 december 1946) is een Nederlandse journalist en non-fictieschrijver.

## Levensloop
Mak groeide op in Leeuwarden, als nakomertje in het gezin van de gereformeerde predikant Catrinus Mak en Geertje van der Molen. Hij studeerde rechten en sociologie aan de Vrije Universiteit en de Universiteit van Amsterdam. In zijn studententijd werkte hij als fractiemedewerker bij de Pacifistisch Socialistische Partij (PSP). In 1973 werd hij docent staats- en vreemdelingenrecht aan de Universiteit van Utrecht. Van 1975 tot 1985 was hij redacteur van De Groene Amsterdammer, daarna was hij verbonden aan de buitenlandredactie van VPRO-radio en aan NRC Handelsblad, waar hij zich vooral bezighield met stedelijke en immigratieproblematiek.
Tegelijkertijd was hij actief in de groep journalisten en auteurs die zogenaamde literaire non-fictieboeken nieuw leven wilden inblazen. In dat kader stelde hij twee bundels samen met vroege voorbeelden van non-fictie: Reportages uit Nederland (1991) en, samen met René van Stipriaan, Ooggetuigen van de wereldgeschiedenis (1999). In 1990 was hij een van de medeoprichters van het Fonds voor Bijzondere Journalistieke Projecten en van het literaire non-fictieblad Atlas – de voorloper van de latere uitgeverij Atlas Contact.
Kort daarop besloot hij zich vooral te richten op het schrijverschap. Hij richtte zich daarbij met name op reisverhalen en historische non-fictie – of een combinatie daarvan. Thema’s als stad-platteland, Europa en Amsterdam kwamen voortdurend terug in zijn werk. Zijn boeken werden veelvuldig vertaald.  
Tussen 2000 en 2003 was Mak bijzonder hoogleraar grootstedelijke vraagstukken aan de Universiteit van Amsterdam, de zogenaamde Wibautleerstoel. Zijn oratie over het ideale stadsbeeld van de Amsterdammers door de eeuwen heen, De Goede Stad, verscheen in 2001. Onder dezelfde titel verscheen in 2007 ook een bundel met essays en lezingen over monumentenbehoud en anders stedelijke kwesties. Wegens zijn verdiensten voor de stad Amsterdam ontving hij in 2002 de IJ-prijs. 
Tot tweemaal toe werd Mak gekozen tot Historicus van het Jaar. Van de Open Universiteit (2004) en de Wilhelms-Universiteit in Münster (2014) ontving hij eredoctoraten. In de toelichting bij het eredoctoraat in Münster werd Mak betiteld als een ‘begenadigde geschiedverteller’ die in staat is ‘vakwetenschap, popularisering, originaliteit en engagement met elkaar te verbinden’. Andere historici zijn wat meer terughoudend in de beoordeling van Maks werk. Historicus Hermann von der Dunk zei over Mak: ‘Het is goed geschreven en historisch correct, maar het is niet, zoals ik het noem, academische geschiedschrijving.’ De Amerikaanse historicus John Lukacs beschreef hem daarentegen als ‘Europa’s portretschilder, zijn impressionist, zijn dichter-musicus, de lezer van de gedachten van de mensen’.

## Boeken

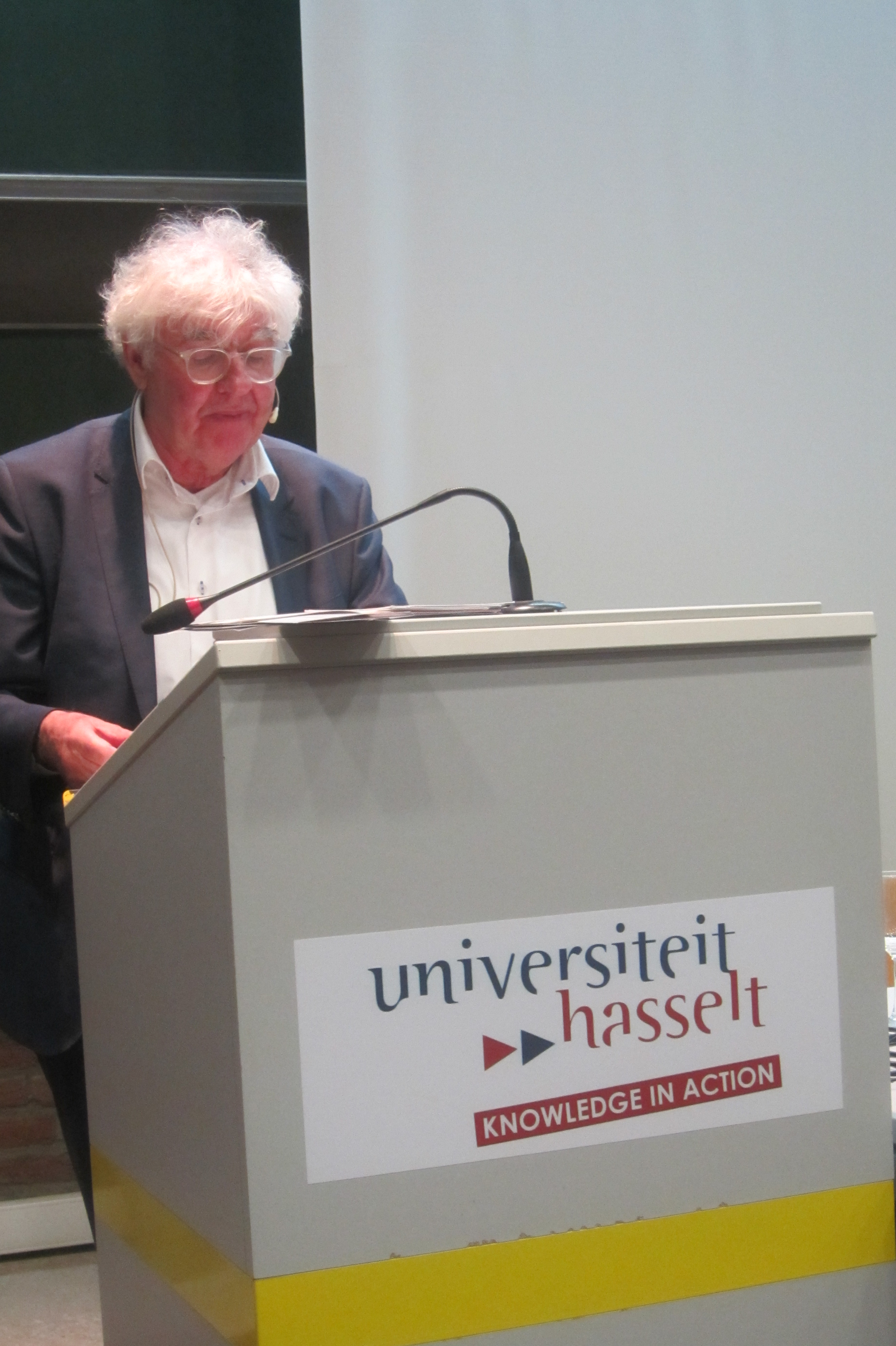
Geert Mak bij lezing voor SeniorenUniversiteit UHasselt, 2016

In 1992 verscheen De Engel van Amsterdam, Maks eerste proeve van literaire non-fictie, een anatomische les over de Nederlandse hoofdstad, en tegelijk een serie portretten van buurten, straten, huizen en Amsterdammers zelf. Soortgelijke technieken – een combinatie van de grote geschiedenis en het kleine, menselijke verhaal – gebruikte hij in Een kleine geschiedenis van Amsterdam (1995) en Hoe God verdween uit Jorwerd (1996), een zo langzamerhand klassieke beschrijving van de snelle teloorgang van de Europese boerencultuur– hij kreeg daarvoor de Henriette Roland Holstprijs. In zijn populairste boek, De eeuw van mijn vader (1999), schetste Mak de geschiedenis van Nederland in de twintigste eeuw aan de hand van zijn eigen familiegeschiedenis. In die periode publiceerde hij ook Het Stadspaleis (1997), Het ontsnapte land (Boekenweekessay 1998) en De zomer van 1823 (2000, met Marita Mathijsen).
In 1999 reisde Mak, als afsluiting van de eeuw, voor NRC Handelsblad een vol jaar kriskras door Europa en publiceerde iedere dag een reisnotitie op de voorpagina. Het werd een reisverslag door het continent en tegelijk een reis door de twintigste eeuw, vol lokale observaties en gesprekken met de laatste ooggetuigen. Op basis daarvan verscheen in 2004 In Europa, een boek waarmee hij onder andere de NS Publieksprijs voor het Nederlandse Boek won en dat uiteindelijk in meer dan vijftien talen werd vertaald.
In het publieke debat manifesteerde Geert Mak zich als een vurig pleitbezorger van de multiculturele samenleving. In 2004 publiceerde hij, na de moord op Theo van Gogh, een tweetal pamfletten: Gedoemd tot kwetsbaarheid en, als reactie op zijn critici, Nagekomen flessenpost. Hij haalde daarin fel uit naar ‘de handelaren in angst’, spoorde aan tot voorzichtigheid en hield tegelijk een fel pleidooi voor het behoud van klassieke waarden als openheid, vrijheid en tolerantie. De essays veroorzaakten de nodige ophef, mede omdat Mak de methode van de film Submission vergeleek met de propagandatechnieken van Joseph Goebbels.
De Brug verscheen in 2007 als Boekenweekgeschenk. Het was een reisverslag over nog geen vijfhonderd meter: de Galatabrug die het traditionele en meer moderne deel van Istanbul met elkaar verbindt en waar Mak wekenlang het bestaan deelde met passanten en straatverkopers. Een jaar later publiceerde hij, met een viertal andere historici, Verleden van Nederland, terwijl hij voor zijn Duitse lezers Niederlande schreef, een beknopt en persoonlijk portret van Nederland.
Reizen zonder John (2012) kan gezien worden als de Amerikaanse tegenhanger van In Europa. Geert Mak volgde daarin, exact een halve eeuw later, het spoor van de schrijver John Steinbeck bij diens ontdekkingstocht door het Amerika van de jaren zestig in Travels with Charley.
Amsterdam kwam weer centraal te staan in De levens van Jan Six (2016), de gang van de patriciërsfamilie Six door meer dan vier eeuwen Amsterdamse geschiedenis – beginnend met een van Rembrandts beste vrienden, de zeventiende-eeuwse Jan Six.
Ook Europa bleef een belangrijk thema. In 2012, tijdens de Eurocrisis, met het pamflet De hond van Tisma, Wat als Europa klapt en in 2014, toen de twee politieke tegenpolen Geert Mak en Thierry Baudet voor één keer uit de loopgraven klommen en samen een aantal scherp contrasterende visies bundelden op het thema ‘thuis’ en ‘identiteit’: Thuis in de tijd. In 2019 kreeg ook In Europa zelf een vervolg. In Grote Verwachtingen (1999/2020) nam hij de draad weer op in 1999 en beschreef hij de meest recente Europese geschiedenis, vanaf de euforie in het begin van de eeuw tot de crises van de jaren tien en de coronapandemie van 2020.

## Televisie
In de zomer 2000 liep Geert Mak met cineast Theo Uittenbogaard door het Nederland van 1823, in het voetspoor van de 19e-eeuwse schrijver Jacob van Lennep en zijn studievriend Dirk van Hogendorp. Het werd een 9-delige RVU-televisieserie: De Zomer van 1823. Het project was een initiatief van producent René Mendel, Van Lenneps reisverslag werd voor deze gelegenheid hertaald door Marita Mathijsen en onder deze zelfde titel uitgegeven.
In het najaar van 2007 kwam de VPRO met een tv-bewerking van In Europa in de vorm van een serie over twee seizoenen, 35 delen in totaal, gepresenteerd door Geert Mak. Mede op basis van Grote Verwachtingen zond VPRO in 2019 en 2020 een vervolg uit op In Europa, in totaal 20 delen, In Europa, de geschiedenis op heterdaad betrapt. 
Eind 2022 verscheen Geert Mak in het programma "AmstelPolis Extra" met Kemal Rijken op de Amsterdamse stadszender SALTO, waar hij zijn zorgen uitte over de toekomst van zijn stad. Volgens Mak wordt de hoofdstad niet alleen geteisterd door massatoerisme, maar zorgen veel expats en kenniswerkers er ook voor dat de sociale samenhang in wijken uiteen valt.

## Prijzen
1999 - Roland Holst-prijs voor Hoe God verdween uit Jorwerd
2000 - Groeneveldprijs
2000 - Bol.com Literatuur-prijs voor De eeuw van mijn vader
2000 - Trouw Publieksprijs voor het Nederlandse Boek voor De eeuw van mijn vader
2002 - IJ-prijs van de gemeente Amsterdam
2004 - NS Publieksprijs voor het Nederlandse Boek voor In Europa
2004 - Eredoctoraat aan Westfälischen Wilhelms-Universität, Münster
2008 - Leipziger Buchpreis zur Europäischen Verständigung voor In Europa
2008 - Chevalier de la légion d'honneur, Frankrijk
2009 - Otto von der Gablentzprijs
2015 - Gouden Ganzenveer
2016 - Comeniusprijs
2017 - Oeuvreprijs van het Prins Bernhard Cultuurfonds
2021 - Karlsmedaille für europäische Medien (Karel de Grote-penning voor Europese media)
2022 - Das politische Buch van de Friedrich-Ebert-Stiftung voor Grote Verwachtingen

## Publicaties
- 1992 - De engel van Amsterdam
- 1995 - Een kleine geschiedenis van Amsterdam
- 1996 - Hoe God verdween uit Jorwerd. Een Nederlands dorp in de twintigste eeuw
- 1997 - Het stadspaleis
- 1998 - Het ontsnapte land (Boekenweek-essay)
- 1999 - De eeuw van mijn vader
- 1999 - Ooggetuigen van de wereldgeschiedenis in meer dan honderd reportages (ingeleid en samengesteld door Geert Mak en René van Stipriaan)
- 2000 - De zomer van 1823 / Lopen met Van Lennep (met Marita Mathijsen). Uitg Waanders, Zwolle ISBN 90-400-9513-2
- 2001 - De goede stad (oratie) (ISBN 9056291564)
- 2002 - Ogen op Nederland. Kleine observaties van het vaderland (samen met René van Stipriaan) (ISBN 9044601636)
- 2002 - De nachtmerrie van Steiner (samen met Felix Rottenberg) (ISBN 9072374061)
- 2004 - In Europa. (De Duitse vertaling van Gregor Seferens is bekroond met de James Brockwayprijs 2007)
- 2004 - In de ban van de krekel, in de ban van de mier. Over oude verhalen in een nieuw Europa (tekst van de rede bij aanvaarding van het eredoctoraat aan Westfälischen Wilhelms-Universität Münster, ISBN 9789462251397)
- 2005 - Gedoemd tot kwetsbaarheid (ISBN 9045013827)
- 2005 - Nagekomen flessenpost (ISBN 9045015536)
- 2006 - Het eiland (ISBN 9085160693)
- 2007 - De Brug (Boekenweekgeschenk) (ISBN 9789059650466)
- 2007 - De goede stad (ISBN 9789045000251)
- 2008 - Verleden van Nederland (met Jan Bank, Gijsbert van Es, Piet de Rooy en René van Stipriaan)
- 2012 - De hond van Tišma
- 2012 - Reizen zonder John
- 2012 - Mijn land. Een minigeschiedenis voor beginners
- 2014 - Thuis in de tijd (samen met Thierry Baudet) (ISBN  9789035141988)
- 2015 - De brug (ISBN 978-90-450-2953-5)
- 2016 - De levens van Jan Six. Een familiegeschiedenis (ISBN 978-90-450-2776-0)
- 2019 - Grote Verwachtingen. In Europa 1999-2019 (ISBN 978-90-450-3891-9)
- 2020 - Epiloog bij Grote Verwachtingen (ISBN 978-90-450-4291-6)
- 2025 - Wisselwachter. Amerika - Europa 1933-1945

## Over Geert Mak
- Wouter Krijbolder, 'Eerst een bul, dan...; Van slavernij tot slegs vir blankes.' In: Het andere postkoloniale oog. Onbekende kanten van de Nederlandse (post)koloniale literatuur en cultuur. Onder redactie van Michiel van Kempen. Hilversum: Verloren, 2020, pp. 255-268.